# Federalna Służba Kontroli Obrotu Narkotykami
Federalna Służba Kontroli Obrotu Narkotykami (FSKN, ros. Федеральная служба Российской Федерации по контролю за оборотом наркотиков, ФСКН России – była federalnym organem władzy wykonawczej, działającym w latach 2003–2016 i odpowiedzialnym za opracowywanie polityki państwa, regulacje prawne, kontrolę i monitoring w zakresie zwalczania handlu narkotykami, substancji psychotropowych i ich prekursorów. Jej zwierzchnikiem był Prezydent Federacji Rosyjskiej. Personel, który liczył ~40 000 członków, składał się głównie z byłych funkcjonariuszy policji podatkowej, którzy po rozwiązaniu Federalnej Służby Podatkowej Federacji Rosyjskiej (FSNP, ros. Федеральная налоговая служба России, ФНС России) zostali przeniesieni do nowo utworzonego organu. Część rekrutów pochodziła bezpośrednio z innych struktur siłowych (Ministerstwa Spraw Wewnętrznych Federacji Rosyjskiej (MVD, ros. Министерство внутренних дел Российской Федерации, МВД), Komitetu Bezpieczeństwa Państwowego (KGB, ros. Комитет государственной безопасности, КГБ), wywiadu wojskowego, regularnych sił zbrojnych).
W 2013 r. służba, współpracując z organami ścigania, przeprowadziła około 250 000 dochodzeń związanych z handlem narkotykami i postawiła zarzuty ponad 100 000 osobom. Zlikwidowano około 1100 grup przestępczych i organizacji oraz zbadano 250 spraw związanych z praniem brudnych pieniędzy.

## Geneza i funkcjonowanie FSKN
Przez długi czas w Związku Radzieckim nie istniał wyspecjalizowany wydział do walki z handlem narkotykami. Brak świadomości powagi problemu, a po części także ideologiczne nastawienie do „braku możliwości istnienia narkomanii w społeczeństwie radzieckim” doprowadziły do powstania takiego wydziału dopiero w 1970 roku, choć organy ścigania zajmowały się tym problemem od początku istnienia ZSRR.
7 lipca 1973 roku powstał pierwszy samodzielny Wydział do Walki z Nadużywaniem Narkotyków w ramach Departamentu Dochodzeń Kryminalnych Ministerstwa Spraw Wewnętrznych ZSRR (GUUR MSW ZSRR).
W 1989 r. Wydział Narkotykowy został przekształcony w III Zarząd do Walki z Nielegalnym Handlem Narkotykami i Przestępstwami Przeciwko Obcokrajowcom Głównego Zarządu Dochodzeń Kryminalnych Ministerstwa Spraw Wewnętrznych ZSRR. Dwa z trzech oddziałów III Zarządu specjalizowały się w przestępczości narkotykowej. W 1990 r. z personelu GUUR MSW ZSRR został utworzony Wydział do Walki z Handlem Narkotykami GUUR i GUBHSS MSW ZSRR. Jego struktura, oprócz dwóch centralnych wydziałów, obejmuje siedem międzyregionalnych wydziałów do walki z handlem narkotykami, podległych bezpośrednio Ministerstwu Spraw Wewnętrznych ZSRR. Po wielokrotnych zmianach nazw i zmianach organizacyjnych w systemie i strukturze Dyrektoriatu, rozkazem MSW ZSRR z dnia 28 listopada 1991 r. ta specjalna jednostka policyjna została wyłączona spod jurysdykcji Głównego Zarządu Spraw Wewnętrznych MSW ZSRR. Dawny Zarząd został zastąpiony przez Biuro Kontroli Nielegalnego Handlu Narkotykami Ministerstwa Spraw Wewnętrznych ZSRR.
Po rozpadzie Związku Radzieckiego przywódcy rosyjscy szybko zaczęli traktować priorytetowo potrzebę radzenia sobie z nagłym wzrostem handlu i konsumpcji nielegalnych substancji. W 1991 r. w organie odpowiedzialnym za działania policji w Rosji – Ministerstwie Spraw Wewnętrznych (MVD) – utworzono Departament Kontroli Narkotyków. Jej personel rozrósł się do około 5000 pracowników w ciągu następnej dekady. W celu wsparcia działań antynarkotykowych MVD powołano specjalne wydziały zajmujące się walką z narkotykami także w FSB, Państwowym Komitecie Celnym (FTS) i Federalnej Straży Granicznej (FPS). Pomimo tych wysiłków początkowe sukcesy rosyjskich organów ścigania w spowolnieniu gwałtownej ekspansji rynku narkotykowego w tym kraju były ograniczone. Ich skuteczność utrudniał brak koordynacji między strukturami zaangażowanymi w działalność antynarkotykową. Brak sukcesów wynikał również z zaabsorbowania MVD działaniami policyjnymi opartymi na statystykach. Spowodowało to koncentrację na przestępstwach popełnianych przez drobnych handlarzy i konsumentów, a nie przez zorganizowane grupy przestępcze na dużą skalę. Wreszcie szerząca się korupcja w rosyjskiej policji spowodowała narastające wątpliwości co do zdolności MVD z poradzeniem sobie z narkotykowym biznesem.
W 1998 r. uchwalono nową ustawę „O środkach odurzających i psychotropowych”. Podkreślono w niej potrzebę powołania federalnego organu wykonawczego, dedykowanego wyłącznie do skoordynowanej walki ze spektrum zagrożeń płynących z gwałtownej ekspansji. konsumpcji narkotyków, handlu narkotykami i związanej z tym działalności przestępczej w Rosji. Utworzenie dekretem na posiedzeniu Prezydium Rady Państwa w dniu 24 września 2002 r. takiego organu nastąpiło w 2003 r. w nawiązaniu do tego przepisu prawnego. W wyniku spotkania Prezydent Federacji Rosyjskiej Władimir Putin podjął decyzję o utworzeniu Departamentu Kontroli Narkotyków w Ministerstwie Spraw Wewnętrznych.
W 2003 r. rozpoczął się nowy etap w rozwoju służby antynarkotykowej. System organów zajmujących się zwalczaniem nielegalnego handlu narkotykami i ich nadużywania został w znacznym stopniu zreorganizowany. W celu połączenia wysiłków organów państwowych i dalszej intensyfikacji działań w zakresie walki z narkotykami dekretem prezydenckim nr 306 z 11 marca 2003 r. został powołany Państwowy Komitet Federacji Rosyjskiej, a przewodniczącym komitetu został Wiktor Czerkiesow. Komitet rozpoczął swoją pracę 1 lipca 2003 roku. 9 marca 2004 r. prezydent Rosji podpisał dekret nr 314 „O systemie i strukturze federalnych organów władzy wykonawczej”, zgodnie z którym Państwowa Służba Kontroli Narkotyków została przemianowana na Federalna Służba Kontroli Obrotu Narkotykami.
Dalsze wysiłki na rzecz stworzenia zrównoważonej strategii przeciwdziałania narkotykom były widoczne w „Federalnym programie przeciwdziałania nadużywaniu narkotyków i ich nielegalnemu handlowi”. Był on koordynowany przez FSKN od 2005 do 2009 r. Głównym celem programu było zmniejszenie spożycia narkotyków o 16–20% w porównaniu z danymi z 2004 r. Oprócz inicjowania skuteczniejszych środków zwalczania narkotyków, zadania programu obejmowały poprawę przepisów dotyczących rehabilitacji i leczenia osób zażywających narkotyki, a także ograniczanie popytu i inicjatywy edukacyjne. Według FSKN program osiągnął swój cel, chociaż jego rzeczywiste efekty są bardzo trudne do zmierzenia. W 2007 r. powołano nowy stały organ koordynacyjny, Państwowy Komitet Antynarkotykowy (GAK, ros. Государственный антинаркотический комитет, ГАК; utworzony 18 października), który powstał z przekonania, że potrzebne jest bardziej kompleksowe podejście do tej problematyki. Pod przewodnictwem dyrektora FSKN w skład Komitetu wchodzili szefowie większości służb aparatu bezpieczeństwa, a także szefowie odpowiednich cywilnych instytucji, takich jak ministrowie zdrowia i rozwoju społecznego, oświaty i nauki, i rozwoju gospodarczego. Zadaniem Komitetu było kontrolowanie regionalnych komisji antynarkotykowych i przygotowywanie dla prezydenta propozycji poprawy polityki antynarkotykowej.
W dniu 5 kwietnia 2016 r. prezydent Rosji podpisał dekret nr 156 o likwidacji Federalnej Służby Kontroli Obrotu Narkotykami i przekazaniu jej funkcji do Ministerstwa Spraw Wewnętrznych Rosji. Od kwietnia 2016 r. funkcje FSKN pełni Główna Dyrekcja Kontroli Handlu Narkotykami Ministerstwa Spraw Wewnętrznych Federacji Rosyjskiej. 13 kwietnia 2016 r. na stanowisko szefa Głównej Dyrekcji został mianowany generał policji Andriej Iwanowicz Chrapow.

## Struktura
Struktura FSKN składała się z kierownictwa agencji, jej biura centralnego, a także biur terytorialnych w podmiotach Federacji Rosyjskiej. Maksymalna liczba pracowników FSKN i jego organów terytorialnych (nie licząc pracowników ochrony i utrzymania budynków) wynosiła 33 916 osób, w tym 26 10 pracowników, 2965 urzędników federalnych i 4941 robotników.
Na czele służby stał dyrektor mianowany i odwoływany przez Prezydenta Federacji Rosyjskiej. Od 15 maja 2008 r. stanowisko to piastował Wiktor Iwanow.
Szef agencji miał pięciu zastępców. Był również szefem Państwowego Komitetu Antynarkotykowego, który zapewniał koordynację działań organów władzy wykonawczej i administracji lokalnej Federacji Rosyjskiej w zakresie zwalczania handlu narkotykami. Aparat urzędniczy GAK był częścią FSKN i stanowił jej wydział.

### Aparat centralny i terytorialny
Aparat centralny służby składał się z dziesięciu wydziałów (operacyjno-prawnego, śledczego, prawa międzynarodowego, bezpieczeństwa własnego itd.) W podmiotach Federacji Rosyjskiej istniało łącznie 77 wydziałów FSKN. Agencja posiadała również własne siły specjalne (5. Wydział Sił Specjalnych „Nika”, regionalne wydziały specjalnego przeznaczenia „Grom”), psy służbowe, oficerów łączności z zagranicą.

### Organizacje podległe
FSKN posiadało również trzy szkoły wyższe, ośrodek badań naukowych, kilka placówek medycznych itp.

## Cele i obszary działań

### Cele
- Kontrola nad handlem narkotykami, substancjami psychotropowymi i ich prekursorami;
- Ekspozycja, zapobieganie, prekluzja, wykrywanie i wstępne dochodzenie przestępstw oraz prowadzenie postępowań administracyjnych określonych w ustawodawstwie Federacji Rosyjskiej zgodnie z prawem lub kompetencjami organów sprawujących kontrolę nad handlem narkotykami i substancjami psychotropowymi;
- Utworzenie i prowadzenie jednolitej bazy danych dotyczącej zagadnień związanych z handlem narkotykami, substancjami psychotropowymi i ich prekursorami oraz realizacja działań w zakresie przeciwdziałania ich nielegalnemu obrotowi;

### Obszary działań
- Zapewnienie kontroli nad handlem narkotykami, substancjami psychotropowymi i ich prekursorami oraz podejmowanie działań w zakresie przeciwdziałania ich nielegalnemu obrotowi;
- Wykrywanie, upominanie, represjonowanie, ujawnianie i prowadzenie dochodzeń w sprawach przestępstw, a także realizowanie przypadków bezprawia, które Ustawodawstwo Federacji Rosyjskiej zalicza do kompetencji kontroli narkotykowej;
- Koordynowanie działalności federalnych władz wykonawczych Federacji Rosyjskiej oraz władz lokalnych w zakresie handlu narkotykami, substancjami psychotropowymi i ich prekursorami, a także w zakresie przeciwdziałania ich nielegalnemu obrotowi;
- Udział w opracowywaniu i realizacji polityki państwa w zakresie handlu narkotykami, substancjami psychotropowymi i ich prekursorami oraz realizowania działań w zakresie przeciwdziałania ich nielegalnemu obrotowi;
- Realizacja współpracy i wymiana informacji zgodnie z konwencją międzynarodową Federacji Rosyjskiej z organizacjami międzynarodowymi i właściwymi organami państw obcych w zakresie przeciwdziałania nielegalnemu obrotowi narkotyków, substancji psychotropowych i ich prekursorów oraz reprezentacja interesów Federacji Rosyjskiej w organizacjach międzynarodowych zajmujących się przeciwdziałaniem nielegalnemu obrotowi narkotyków, substancji psychotropowych i ich prekursorów[12].
- Zwalczanie nielegalnego importu narkotyków z zagranicy oraz ich nielegalnej produkcji, transportu i dystrybucji w kraju[13].
- Gromadzenie informacji wywiadowczych w Afganistanie i Azji Środkowej[14].

## Kontrowersje i krytyka

### Incydent z flagą
FSKN z okazji obchodów dziesięciolecia służby wyświetliła transparent z kolorami rosyjskiej flagi, były one jednak umiejscowione w niewłaściwej kolejności. Rzecznik prasowy FSKN – Nikołaj Kartaszow – tłumaczył, że sztandar został odwrócony przez silne wiatry. Tłumaczenie było chybione – bez względu na to, w którą stronę obróciło się agencyjną wersję flagi, czerwony pasek pozostawał pośrodku i żadne skręcanie i obracanie nie mogło przywrócić mu koloru niebieskiego na właściwe miejsce. FSKN została wówczas oskarżona o akt profanacji, a jej czyn został przyrównany do incydentu autorstwa Hasselhoffa z Bloodhound Gang.

### Łamanie praw człowieka
W latach 2007–2009 Komitet Praw Obywatelskich otrzymał ponad 279 skarg na działania pracowników Federalnej Służby Kontroli Handlu Narkotykami (FSKN). Obywatele, którzy zgłosili się do komisji doznali:
1. Naruszeń, które miały miejsce podczas czynności operacyjno-rozpoznawczych, aresztowania, śledztwa w sprawie karnej:
1.1. W 23% przypadków oskarżony został sprowokowany do popełnienia przestępstwa (zakupu narkotyków) przez funkcjonariuszy FSKN.
1.2. W 20% przypadków zgłaszający się do komisji skarżyli się na pobicia podczas aresztowania, a także na bicie i tortury po aresztowaniu.
1.3. W 16% przypadków do potwierdzenia oskarżenia wykorzystano zeznania osób pozostających na utrzymaniu funkcjonariuszy organów ścigania.
1.4. W 51% przypadków w sprawie nie było nagrania wideo z zakupu testowego, nie proszono operatora telefonicznego o uszczegółowienie rozmów telefonicznych z telefonu oskarżonego.
1.5. Oględziny rąk, warstwy podpaznokciowej, ubrania oskarżonego i inne niezbędne badania nie zostały wykonane lub zostały przeprowadzone i nie potwierdziły argumentów prokuratury w 44% przypadków.
2. Przy rozpatrywaniu w sądzie spraw przygotowanych przez funkcjonariuszy kontroli narkotyków miały miejsce następujące naruszenia:
2.1. Błędna ocena przez sąd dowodów winy – 19% odwołań do Komitetu Praw Obywatelskich.
2.2. Sąd nie zbadał rozbieżności między zeznaniami świadków oskarżenia, ani między zeznaniami świadków oskarżenia a wynikami oględzin – 44% odwołań do Komitetu Praw Obywatelskich.
2.3. W 44% wniosków skazani skarżyli się, że sąd odrzucił dowód ich niewinności bez należytej oceny.
2.4. W 44% przypadków doszło do błędnej kwalifikacji działań oskarżonego.
2.5. W 4% przypadków kara została nałożona z naruszeniem wymogów art. 60 Kodeksu karnego Federacji Rosyjskiej.
3. Inne naruszenia popełnione przez pracowników Federalnej Służby Kontroli Obrotu Narkotykami:
3.1. W 2% przypadków skarżono się na sfabrykowanie przeciwko nim spraw karnych w celu wywierania nacisku.
3.2. W 1% przypadków donoszono, że funkcjonariusze FSKN chronili handlarzy narkotyków.

### Niska skuteczność działań
W pierwszej połowie roku 2015 regularna policja MVD ujawniła 80 500 przestępstw w sferze obrotu narkotykami. Wyspecjalizowana FSKN miała wówczas na swoim koncie 42 000 przypadków.
Postrzeganie służby jako nieskutecznej zostało wzmocnione częstymi krytycznymi doniesieniami na temat jej represyjnego podejścia, które negatywnie wpłynęło na jej wizerunek jako instytucji zdolnej do prowadzenia zrównoważonej strategii antynarkotykowej. Najgłośniejszym incydentem było wszczęcie spraw karnych wobec lekarzy weterynarii podejrzanych o nielegalny handel ketaminą, która jest stosowana jako środek znieczulający, choć znana jest również jako narkotyk halucynogenny. Mimo że ketamina jest szeroko stosowana jako środek znieczulający w chirurgii zwierząt, nie została umieszczona na wykazie leków dopuszczonych do stosowania w praktyce weterynaryjnej. W sumie FSKN wszczęła dwadzieścia jeden spraw dotyczących tego leku. W dniu 3 września 2004 r. ketamina została ostatecznie wpisana do receptariusza weterynaryjnego. Później Plenum Sądu Najwyższego Rosji w uchwale z 15 czerwca 2006 r. stwierdziło, że handel nie obejmuje wstrzykiwania zwierzętom leków przez weterynarzy zgodnie z właściwą praktyką medyczną. Ostatecznie, większość spraw weterynaryjnych została umorzona.
Innymi epizodami były najścia na księgarnie sprzedające literaturę propagującą używanie narkotyków, konfiskaty transportów piwa o smaku konopi czy koszulek z wizerunkami liści marihuany. Niefortunnym dla reputacji FSKN było również śledztwo w sprawie dostaw maku do fabryk słodyczy. Sytuację pogorszyło zatrzymanie aktywisty praw człowieka przed siedzibą agencji w Moskwie z przesyłką babeczek makowych, które na znak protestu miały być rozdawane funkcjonariuszom FSKN i przechodniom. Tego typu incydenty wywołały ostrą krytykę brutalnego podejścia służb i były regularnie źródłem wielu kpin w doniesieniach medialnych, krytycznych wobec działalności FSKN.

### Niejasny podział kompetencji
Cztery agencje federalne w Rosji były uprawnione do prowadzenia dochodzeń w sprawie handlu narkotykami: FSKN (wiodące prym w tym zakresie), Ministerstwo Spraw Wewnętrznych (MVD), Federalna Służba Bezpieczeństwa (FSB) i Federalna Służba Celna (FTS). Prowadziło to do sporów między służbami, nie tylko o fundusze i kontakt z prezydentem, ale również o przetrwanie. W 2007 r. śledztwo w sprawie korupcji wokół Tri Kita (Trzy Wieloryby) doprowadziło do starcia FSKN z Federalną Służbą Bezpieczeństwa. Doszło do eskalacji, kiedy FSB aresztowała trzech generałów FSKN (m.in. gen. Bulbova), a były dyrektor FSKN Wiktor Czerkiesow twierdził, że jest to część próby przejęcia kontroli nad całą agencją. Czerkesov opublikował list otwarty w popularnej gazecie Kommiersant, w którym ostrzegł przed zgubnymi konsekwencjami tego, co uważał za rozwijającą się „wojnę”, podsycaną ambicjami służb bezpieczeństwa. Jego list był słabo zawoalowanym atakiem na FSB, którą oskarżył o przekroczenie kompetencji, bez uwzględnienia katastrofalnych konsekwencji, jakie miałoby to dla bezpieczeństwa politycznego i narodowego Rosji. Oskarżył też dyrektora FSB – Nikołaja Patruszewa – o próbę sabotowania śledztwa korupcyjnego prowadzonego przez FSKN w sprawie możliwych operacji przemytniczych FSB. W końcu Putin musiał osobiście interweniować, aby rozstrzygnąć tę wojnę o wpływy, a wkrótce potem Czerkiesow został zwolniony przez Miedwiediewa, co było motywowane głównie upublicznieniem konfliktu między służbami. Bulbov zaś został oskarżony o nielegalne podsłuchiwanie, a Patruchev został przeniesiony na stanowisko sekretarza Rady Bezpieczeństwa.

## Praca w FSKN
Zgodnie z instrukcją „O trybie naboru, sprawdzianu do służby, mianowania na stanowiska, zawierania umów o służbę, zwalniania ze stanowiska i nadawania stopni specjalnych w organach kontroli handlu środkami odurzającymi i substancjami psychotropowymi” zatwierdzoną Zarządzeniem Federalnej Służby Kontroli Narkotyków z dnia 8 października 2009 roku, o służbę w jednostkach, organach terytorialnych i organizacjach Federalnej Służby Kontroli Narkotyków Rosji mogli ubiegać się obywatele Federacji Rosyjskiej, którzy ukończyli 18 lat, ale nie przekroczyli 40. roku życia, znają język rosyjski i są zdolni do wykonywania obowiązków zawodowych.
Selekcja i badanie obywateli w celu rekrutacji do FSKN były przeprowadzane przez personel wykonawczy służby i jej pododdziały strukturalne we współpracy z Wydziałem Personalnym Departamentu Wsparcia Personalnego Federalnej Służby Kontroli Narkotyków Rosji, jednostkami pracy personalnej i edukacyjnej organów terytorialnych i organizacji FSKN.
Badanie obywateli przeznaczonych do rekrutacji do agencji kontroli narkotyków, w tym obywateli spośród personelu federalnych organów wykonawczych, w których przewidziana jest służba w zakresie egzekwowania prawa, oraz personelu wojskowego przeznaczonego do rekrutacji do agencji kontroli narkotyków w drodze przeniesienia, dzieliło się na:
- badanie wstępne, polegające na sprawdzeniu cech gospodarczych, zawodowych i osobistych obywateli rekrutowanych do służby w organach kontroli narkotyków oraz informacji i dokumentów przedłożonych przez obywateli w celu przyjęcia do organów kontroli narkotyków;
- badania lekarskie obywateli w celu określenia ich przydatności do służby w organach FSKN;
- weryfikacja informacji i dokumentów przedłożonych przez obywateli, których istnienie może stanowić przeszkodę w rekrutacji do służby w organach FSKN.

Dla obywatela dołączającego po raz pierwszy do organów FSKN mogł zostać ustanowiony okres próbny trwający od trzech do sześciu miesięcy, w zależności od poziomu jego wyszkolenia zawodowego oraz stanowiska, na które został powołany.
W trakcie okresu próbnego badany był status ekonomiczny, zawodowy i relacje osobiste kandydata. Podczas okresu próbnego stażysta wykonywał obowiązki i korzystał z praw zgodnie z zajmowanym stanowiskiem i warunkami umowy o pracę.
Stażyści zatrudnieni w FSKN, którzy nie posiadali umiejętności i zdolności do samodzielnego wypełniania obowiązków służbowych określonych w opisie danego stanowiska, byli objęci mentoringiem.

## Jednostka specjalna “GROM”

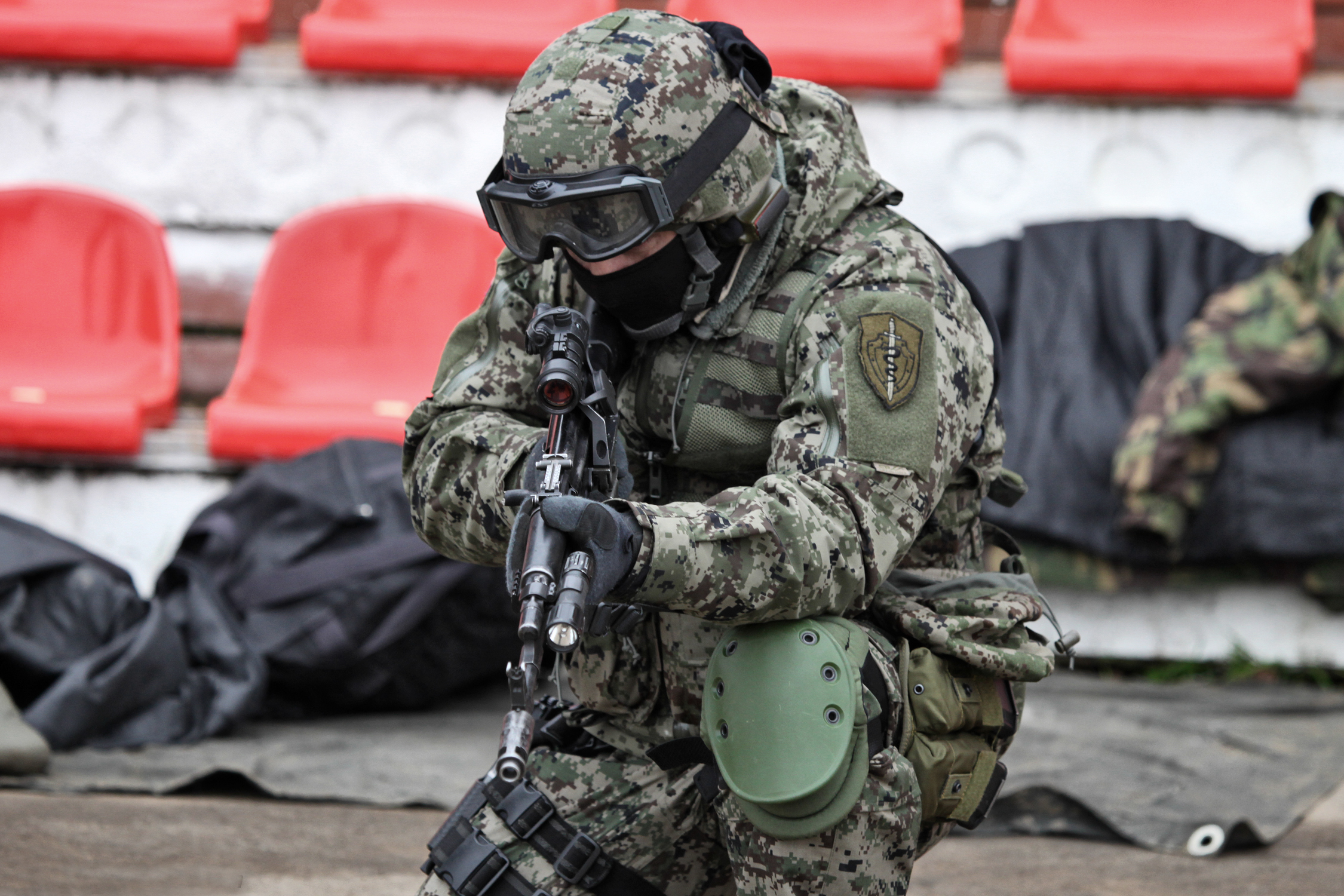
Żołnierz jednostki specjalnej Federalnej Służby Kontroli Obrotu Narkotykami „Grom”

Siły specjalne FSKN były mocną stroną policji antynarkotykowej. Stosuje się ją tylko wtedy, gdy istnieją informacje, że przestępcy mogą stawić poważny opór. Według dostępnych statystyk, co trzecie aresztowanie było dokonywane przy pomocy sił specjalnych FSKN. W 2012 roku Grom OSN wszedł w skład Zbiorowych Sił Szybkiego Reagowania agencji antynarkotykowych i organów spraw wewnętrznych państw członkowskich Organizacji Układu o Bezpieczeństwie Zbiorowym. Jednostka specjalna Federalnej Służby Kontroli Narkotyków „Grom” weszła w skład MSW Rosji, a na jej bazie od 1 stycznia 2017 r. utworzono jednostki celowe przy regionalnych szefach MSW.
Departamentem Ochrony Fizycznej FSKN kierował generał Jewgienij Raschodczikow, doświadczony dowódca, były członek legendarnej Grupy “A” KGB-FSB.
Pod względem obsady i wyposażenia regionalne jednostki sił specjalnych FSKN są identyczne z jednostkami sił specjalnych policji. Do ich zadań operacyjnych i bojowych należą m.in. zatrzymania, eskortowanie wartościowych ładunków. W praktyce sił specjalnych zdarzały się przypadki, że żołnierze musieli przez wiele dni wyczekiwać w pobliżu plantacji narkotyków, aby rozpoznać teren i zaplanować operację. Dla porównania, być może najmniej wymagającym zadaniem dla sił specjalnych jest zapewnienie bezpiecznego transportu narkotyków przeznaczonych do zniszczenia.

## Dyrektorzy FSKN
| Dyrektor | Lata urzędowania                 | Działalność |
|          | wrzesień 24, 2002 – maj 12, 2008 | W 2005 roku zneutralizowano ponad 600 zorganizowanych grup przestępczych przemycających heroinę, głównie z Azji Środkowej, przechwycono duże dostawy narkotyków produkowanych w Europie Zachodniej i krajach bałtyckich. W 2006 roku Federalna Służba Kontroli Narkotyków przechwyciła ponad 1,4 miliarda średnich jednorazowych dawek syntetycznych narkotyków. Czerkiesow sprzeciwiał się leczeniu metadonem uzależnionych, jak również wszelkim rozmowom na temat legalizacji „miękkich” narkotyków |
|          | 15 maja 2008 – maj 2016          | W 2013 roku udało się nawiązać skuteczną współpracę międzynarodową w celu zlikwidowania kanałów dostaw twardych narkotyków z Afganistanu do Rosji, szczególnie z Tadżykistanem i Kirgistanem. Ujawniono i zlikwidowano główne kanały dostaw i dystrybucji narkotyków w Rosji. Zlikwidowano korytarz grupy przestępczej Gulmamadova, zajmującej się przemytem narkotyków. Grupa ta organizowała sztafetowe dostawy heroiny ze swojej bazy w Zjednoczonych Emiratach Arabskich. Udało się również doprowadzić do ekstradycji samego Gulmamadova ze Zjednoczonych Emiratów Arabskich. To pierwszy przypadek, kiedy ZEA zgodziły się na ekstradycję ważnego przestępcy międzynarodowego. Wprowadzono sprzedaż leków zawierających kodeinę wyłącznie na receptę. Przeprowadzono operacje mające na celu zlikwidowanie kanałów dostaw heroiny oraz operacje przeprowadzone w Afganistanie przy wsparciu amerykańskich partnerów i afgańskich organów kontroli narkotyków zmniejszyły ilość heroiny docierającej do Rosji. W lutym 2012 roku podpisano umowę o współpracy operacyjnej, którą przeprowadzono na początku marca wspólnie z Nikaraguą. Informacje i wsparcie techniczne pomogły zlikwidować duży kartel kierowany przez Meksykanina Martina Floresa, który pracował dla meksykańskiego kartelu narkotykowego Los Zetas. Kartel ten nawiązał bliskie kontakty z europejskimi przestępcami, aby przemycać kokainę nie tylko do Europy, ale także do Rosji. FSKN utworzyło zagraniczne biuro w 13 krajach, w tym w Pakistanie, w celu koordynowania działań z odpowiednimi władzami. Według stanu na rok 2015 oficjalni przedstawiciele rosyjskiego FSKN byli akredytowani w 24 krajach |

### Kierownictwo
– Władimir Kałanda (od 16 czerwca 2008 r.) – pierwszy zastępca dyrektora Federalnej Służby Kontroli Obrotu Narkotyków Federacji Rosyjskiej;
– Oleg Safonow (12 czerwca 2009 r.) – sekretarz stanu – zastępca dyrektora Federalnej Służby Kontroli Obrotu Narkotyków Federacji Rosyjskiej;
– Mikołaj Aulow (czerwiec 2008 r.) – zastępca dyrektora Federalnej Służby Kontroli Obrotu Narkotyków Federacji Rosyjskiej, szef wydziału operacyjno-śledczego;
– Nikołaj Cwietkow (kwiecień 2009 r.) – zastępca dyrektora Federalnej Służby Kontroli Obrotu Narkotyków Federacji Rosyjskiej, szef sztabu Państwowego Komitetu ds. Zwalczania Narkotyków;
– Michaił Kijko (11 czerwca 2009 r.) – zastępca dyrektora Federalnej Służby Kontroli Obrotu Narkotyków Federacji Rosyjskiej.

## Święta
- W dniu 16 lutego 2008 roku dekretem Prezydenta Rosji Władimira Putina, dzień 11 marca ogłoszono oficjalnym świętem zawodowym – Dniem Organów Kontroli Obrotu Narkotykami[35].
- Dzień Jednostek Specjalnego Przeznaczenia Rosyjskich Agencji Kontroli Obrotu Narkotykami – 8 września – został wprowadzony decyzją jednego z byłych Dyrektorów Federalnej Służby Kontroli Obrotu Narkotykami, Wiktora Iwanowa.

## Likwidacja
Decyzje prezydenta Putina zasadniczo zmieniły układ sił wewnątrz rosyjskiej elity organów ścigania i są efektem długotrwałej rywalizacji szefów poszczególnych służb o zakres kompetencji i sprawowaną przez nich kontrolę nad życiem społecznym i gospodarczym. Sygnały o rosnącym znaczeniu Viktora Zolotowa i zwiększającej się samodzielności Wojsk Wewnętrznych MSW docierały do mediów od 2013 roku. W tym samym czasie ujawniono plany uczynienia FSKN i Federalnej Służby Migracyjnej (FSM) częścią MSW. Przedstawiciele rządu nie ukrywali, że realizacja tych planów jest przedmiotem negocjacji między resortami, a ostateczna decyzja będzie zależała od stanowiska prezydenta. Jednocześnie w mediach nasilała się krytyka operacyjnej skuteczności FSKN i FMS. 30 marca ogłoszono rozwiązanie FSKN w związku z szeroką reformą służb, której efektem było m.in. utworzenie National Guard.
Podmioty, które do niedawna miały wyłączne prerogatywy, stawały się wówczas jednymi z wielu działów ministerstwa. Likwidacja FSKN oznaczała, że Minister Spraw Wewnętrznych miał stać się partnerem w międzynarodowej współpracy w zakresie zwalczania narkotyków. W konsekwencji likwidacji FSKN, departament migracji MSW miał uzyskać prerogatywy operacyjno-śledcze, miał wzrosnąć również poziom represyjności.
Decyzje te związane były również z kryzysem gospodarczym w Rosji, który zmuszał władze do cięć budżetowych, dotykających również organy ścigania. Dowodem na to była m.in. zapowiedź redukcji personelu dawnej Służby Bezpieczeństwa o 30%.

## Literatura
Валерий Карышев: Русская мафия 1988–2012. Криминальная история новой России.

Михаил Ламцов, Николай Аулов: У нас одна национальность – боец спецназа, журнал «Братишка», март 2012.

Mark Galeotti, The Politics of Security in Modern Russia.